# Indonemoura masuensis
Indonemoura masuensis är en bäcksländeart som beskrevs av Li, W. och Ding Yang 2005. Indonemoura masuensis ingår i släktet Indonemoura och familjen kryssbäcksländor. Inga underarter finns listade i Catalogue of Life.